# Sniacziw
Sniacziw (ukr. Снячів, rum. Sneci) – wieś na Ukrainie, w rejonie storożynieckim obwodu czerniowieckiego.
Miejscowość zamieszkuje 1653 osób.